# 李泊溪
李泊溪（1935年—），女，天津人，中国发展战略和战略管理专家、化学工程专家，曾任中国系统工程学会常务理事，第七、八届全国人大代表。